# 本庄近朝
本庄 近朝（ほんじょう ちかとも、生年不詳 - 天正18年5月25日（1590年））は、戦国時代の武蔵国児玉郡本庄（現在の埼玉県本庄市出身）の武将。本庄城城主。官途名を隼人正（はやとのしょう）。

## 略歴
本庄実忠の嫡子として生まれた。
天正8年（1580年）に父実忠が没すると家督を継ぎ、本庄城城主となる。この時、北条氏に服属していた近朝は、家督を継いでから1か月も経たぬうちに東上州に進出して来た武田勝頼の侵攻を受けた。のち織田信長の家臣である滝川一益が厩橋城に入ると、周辺の諸侯と同様に滝川に服属した。天正10年（1582年）に信長が本能寺の変で倒れると、勢力を回復したい北条氏が侵攻してきた。北条氏邦が鉢形城から金窪城へ進軍し、小田原から出馬した北条氏直は本庄に本営を置き、富田、石神に布陣した。北条氏側諸侯と滝川一益側の諸侯はは金窪原で合戦（神流川の戦い）となった。本庄氏は滝川軍に属して北条軍と戦うが、滝川軍が破れた結果、再度北条方に降る事となった。
天正18年（1590年）、豊臣秀吉による小田原征伐が始まると、本庄城には前田利家が攻め寄せた。関東の北条氏方の諸侯には、軍を動員して小田原城籠城に参加する命が出されており、本庄氏一門も北条氏の居城である小田原城に籠城していた。豊臣氏の包囲の前に小田原城は開城し、近朝は開城後に自害した。家督を継いでから10年目の事であった。
手薄であった本庄城も5月（7月）27日には開城した。こうして、時家から続いてきた武蔵国（児玉党系）本庄氏は終焉を迎えた。

## 生き残り策
元々、本庄氏は本庄信明の代から代々山内上杉家に属していた。しかし本拠地である本庄の、武蔵国の北西部国境沿いと言う地理上、戦国の世では有力な諸大名に板挟みされる結果となった弱小勢力の近朝が、従属対象を二転三転したのは必然的な流れである（上杉憲政→北条氏→上杉謙信→北条氏→滝川一益→北条氏）。

## その後の本庄
天正18年（1590年）に徳川家康が関東を支配することとなった。9月、家康の家臣である信濃国松尾の小笠原信嶺が本庄の新城主として1万石を配領した。範囲は、八丁河原、新井、都島、小島、杉山、山王堂、沼和田、田中、仁手、本庄、五十子、東富田である。本庄城は小笠原氏によって改築され、本庄藩が立藩される事となった。しかし17世紀初期には廃藩となり、以降は江戸幕府の政策により、本庄は中山道の宿場町として重要視され、武家の城下町から商人の町に変化して発展した。

## 評価
- 前代の実忠と比べ、目立った功績は伝えられていない。児玉党を初め、武蔵七党の諸々の武士団は、戦国時代ではすでに党としての結束力は薄れ、また、16世紀中頃に伝来（登場）し、西日本に普及していた鉄砲と言った最新兵器の前ではすでに時代遅れの集団となっていた。
- 戦をせず、居城である本庄城を捨て、小田原城がある相模国まで退去したと伝えられているが、北条氏に呼ばれた可能性もある。武蔵国の北部国境沿いと言う内陸地から小田原城がある海沿いまでの距離を考えれば、近朝が主君の城まで逃げたとするのは不自然さが生じる。むしろこの距離を城主である近朝が、逃走する事の方が敵と遭遇して戦闘に入り、全滅するリスクが大きくなる。父実忠や一族がそうであった様に、最前線に立って命がけで主君を守る気質が強かった本庄氏一族の事を考えれば、最後の最後まで主君に仕えようとした可能性もある（主君を二転三転とした近朝の最後の忠義であったと捉える事もできる）。北条氏側も河越夜戦の経験から本庄氏の勇猛さといざと言う時の信頼性は知っていたはずである。どちらにしても、近朝は小田原征伐で生涯をとじる事となった武将の一人である事に変わりはない。

## 備考
- 自刃伝承は二通りある。居城である本庄城にて自刃したとする伝承と、北条氏の居城である小田原城に籠城して自刃したとする伝承である。多くの出版物では、小田原城内で自刃した説を取り上げている。
- 本庄氏一族は没落して退散し、近郷の地に土着したとされる。一例として、『内野家系図』にある傍示堂内野氏の先祖に、本庄勘解由康忠（- かげゆ やすただ）の名が挙げられている。康忠は近朝の従兄であり、難を逃れて弓矢を捨て、姓を内野に改めた、と内野氏の系図では伝えられている。
- 信憑性については不明瞭な部分が多いが、『四方田系図略図』には、実忠は天正13年に没したとあり、その子息は重忠としている。この系図によれば、重忠は北条氏一門滅亡の時、四方田領に逃げ、73歳で没したとある。但し、この系図では、本庄ではなく四方田宮内少輔実忠と記述するなどの不確かな部分がある。仮に四方田弾正重忠なる人物が実忠の子息であったとすれば、上述の康忠と同様に姓を四方田と改めた可能性もある。